# Hinzuanius indicus
Hinzuanius indicus is een hooiwagen uit de familie Biantidae.